# 26357 Laguerre
26357 Laguerre (1998 YK10) là một tiểu hành tinh vành đai chính được phát hiện ngày 27 tháng 12 năm 1998 bởi P. G. Comba ở Prescott.